# أندرو جونز (تريثلت)
أندرو جونز (بالإنجليزية: Andrew Johns) هو تريثلت بريطاني، ولد في 23 سبتمبر 1973 في بيتربرة في المملكة المتحدة.

## وصلات خارجية
- أندرو جونز على موقع اتحاد الترياتلون الدولي (الإنجليزية)
- أندرو جونز على موقع اللجنة الأولمبية الدولية (الإنجليزية)
- أندرو جونز على موقع أوليمبيديا (الإنجليزية)
- أندرو جونز على موقع اللجنة الأولمبية البريطانية (الإنجليزية)
- أندرو جونز على موقع اتحاد ألعاب الكومنولث (مؤرشف) (الإنجليزية)